# 大野町総合町民センター
大野町総合町民センター（おおのちょうそうごうちょうみんセンター）は、岐阜県揖斐郡大野町にある公共施設である。

## 概要
- 教育、芸術、文化の振興、及び福祉の増進を目的とした施設である。1994年（平成6年）7月開館。
- 指定管理者制度を導入しており、山辰組と三和サービスが管理運営する。
- 大野町立図書館を併設する。

## 施設概要
1階
- ふれあいホール
  - 音楽、演劇、講演会、式典、集会などで利用可能。座席数は976席（固定席）。
- 多目的ホール
  - 会議、講演会、展示などで利用可能。座席数は280席（移動席）。
- リハーサル室
- 楽屋（1-3）
- 大野町立図書館

2階
- シアタールーム
  - 映画等の上映、講演会などで利用可能。座席数は94席（固定席）。
- 展示室
- 大会議室
- 特別会議室
- 小会議室（1-3）
- 料理室
- 創作室
- 和室（1・2）
- 茶室

## 利用案内
- 所在地：岐阜県揖斐郡大野町黒野990番地
- 開館時間 : 9:00 - 22:00
- 休館日 : 月曜日（月曜日が祝日の場合は翌日）、年末年始（12月29日～1月3日）

## 交通アクセス

### 公共交通機関
- 「大野バスセンター」バス停より徒歩すぐ。
  - 岐阜バス
    - JR東海東海道本線・高山本線岐阜駅（JR岐阜駅バスターミナル）・名鉄名古屋本線・各務原線名鉄岐阜駅（名鉄岐阜のりば）より真正大縄場線【O85】「大野バスセンター」、大野忠節線【C39】「大野バスセンター」行き
    - JR東海東海道本線穂積駅より大野穂積線「大野バスセンター」行き

  - 名阪近鉄バス
    - JR東海東海道本線・樽見鉄道・養老鉄道大垣駅（大垣駅前バスのりば）より大垣大野線「大野バスセンター」行き

  - 揖斐川町ふれあいバス
    - 養老鉄道揖斐駅より揖斐大野線「大野バスセンター」行き
- 大野デマンドタクシー「町民センター」停留所下車、徒歩すぐ。

### 自動車
- 東海環状自動車道大野神戸ICより約3㎞。

## 周辺施設
- 大野町役場
- 大野町保健センター
- 大野町中央公民館
- 大野町民俗資料館
- 大野町民武道館
- 大野町立大野中学校
- 大野町立大野小学校
- 大野町民体育館